# Tejo del Palacio de Velázquez del Retiro
El tejo del Palacio de Velázquez del Retiro, con el nombre científico Taxus baccata, es considerado parte de los árboles singulares del Paseo del Prado y el Buen Retiro de Madrid. Es un árbol de gran porte, con tres pies y una copa ancha y frondosa, ubicado en el lateral este del Palacio de Velázquez, perimetrado por una valla para su protección.

## Descripción
Este ejemplar de tejo tiene más de 150 años. Este espécimen tiene 12 metros de alto y un diámetro de corona de 18 metros. Tiene tres ramas independientes que forman una corona con tres perímetros diferentes, de 142, 120 y 140 centímetros. Tiene una corteza delgada de color marrón desprendida en copos alineados con el tallo. Tiene hojas planas, de color verde oscuro, de entre 1 y 4 centímetros de largo y entre 2 y 3 milímetros de ancho.
Se encuentra protegido por una valla de madera de 16 metros para proteger el daño en sus raíces y permitir la absorción de agua. Como el resto de ejemplares, es altamente venenoso. Los celtíberos le concedieron un carácter mítico por su relación con la vida y la muerte.